# Паркерс-Коув
Паркерс-Коув (англ. Parkers Cove) — містечко в Канаді, у провінції Ньюфаундленд і Лабрадор.

## Населення
За даними перепису 2016 року, містечко нараховувало 248 осіб, показавши скорочення на 17,6%, порівняно з 2011-м роком. Середня густина населення становила 51,1 осіб/км².
З офіційних мов обидвома одночасно володіли 5 жителів, тільки англійською — 245.
Працездатне населення становило 37,7% усього населення, рівень безробіття — 30% (25% серед чоловіків та 37,5% серед жінок). 95% осіб були найманими працівниками, а 0% — самозайнятими.

## Клімат
Середня річна температура становить 5°C, середня максимальна – 18,9°C, а середня мінімальна – -9,1°C. Середня річна кількість опадів – 1 674 мм.
| Клімат поселення                              | Клімат поселення | Клімат поселення | Клімат поселення | Клімат поселення | Клімат поселення | Клімат поселення | Клімат поселення | Клімат поселення | Клімат поселення | Клімат поселення | Клімат поселення | Клімат поселення | Клімат поселення |
| Показник                                      | Січ.             | Лют.             | Бер.             | Квіт.            | Трав.            | Черв.            | Лип.             | Серп.            | Вер.             | Жовт.            | Лист.            | Груд.            |                  |
| Середній максимум, °C                         | 0,11             | −0,54            | 2,05             | 6,28             | 10,48            | 14,65            | 17,69            | 18,90            | 15,49            | 10,70            | 6,29             | 1,94             |                  |
| Середня температура, °C                       | −4,19            | −4,84            | −2,24            | 1,99             | 6,20             | 10,35            | 14,64            | 15,84            | 12,43            | 7,64             | 3,21             | −1,12            |                  |
| Середній мінімум, °C                          | −8,47            | −9,12            | −6,53            | −2,29            | 1,92             | 6,08             | 11,58            | 12,78            | 9,37             | 4,59             | 0,15             | −4,17            |                  |
| Норма опадів, мм                              | 144              | 133              | 126              | 136              | 128              | 121              | 116              | 109              | 163              | 180              | 166              | 152              |                  |
| Середньомісячна швидкість вітру, м/с          | 8.45             | 7.79             | 7.30             | 6.49             | 5.58             | 5.09             | 4.89             | 5.06             | 5.75             | 6.62             | 7.50             | 8.11             |                  |
| Середньомісячна сонячна радіація, кДж/м²·день | 4001             | 6796             | 10866            | 14164            | 17505            | 19168            | 18718            | 16048            | 12200            | 7395             | 4256             | 3124             |                  |
| --------------------------------------------- | ---------------- | ---------------- | ---------------- | ---------------- | ---------------- | ---------------- | ---------------- | ---------------- | ---------------- | ---------------- | ---------------- | ---------------- | ---------------- |
| Джерело:                                      |                  |                  |                  |                  |                  |                  |                  |                  |                  |                  |                  |                  |                  |